# Amortització
L'amortització és un terme econòmic i comptable, referit al procés de distribució en el temps d'un valor durador. Addicionalment s'utilitza com a sinònim de depreciació en qualsevol dels seus mètodes.
S'empra referit a dos àmbits diferents gairebé oposats: l'amortització d'un actiu o l'amortització d'un passiu. En ambdós casos es tracta d'un valor, habitualment gran, amb una durada que s'estén a diversos períodes o exercicis, per a cada un dels quals es calcula una amortització, de manera que es reparteix aquest valor entre tots els períodes en els que roman.
La fórmula de l'amortització és:
{\displaystyle P\,=\,A\left[{\frac {1-\left({\frac {1}{1+{\frac {r}{n}}}}\right)^{nt}}{\frac {r}{n}}}\right]}, que és equivalent a
{\displaystyle P\,=\,A\left[{\frac {1-\left(1+{\frac {r}{n}}\right)^{-nt}}{\frac {r}{n}}}\right]}
on: P és la quantitat principal prestada, A és la quantitat periòdica a pagar, r és el tipus d'interès anual nominal, n són els períodes de meritació d'interessos, és a dir, el nombre total de pagaments anuals, i t són els anys.

## Món aglosaxó:Amortization,DepretiationiDepletion
En el món comptable anglosaxó, l'amortització comptable es refereix a la sistemàtica reducció de valor al llarg de la seva vida útil dels únicament béns intangibles (sovint la propietat intel·lectual com les patents, les marques i els copyrights) mentre que el concepte depreciació es reserva únicament als béns tangibles que perden valor pel seu ús diari i l'obsolescència. Així mateix aquests dos, Amortization i Depretiation es diferencien de Depletion, referit aquest a la sistemàtica reducció de valor al llarg de la seva vida útil d'un bé natural taxable.